# توماس سفنسون
توماس سفنسون (بالسويدية: Tomas Svensson) مواليد 15 فبراير 1968 في إسكيلستونا، هو لاعب كرة يد سويدي معتزل لعب كحارس مرمى. مثل منتخب السويد لكرة اليد في 327 مباراة. شارك في دورة الألعاب الأولمبية الصيفية سنة 1992. حقق المركز الأول في بطولة العالم لكرة اليد للرجال 1990.

## المسيرة الاحترافية
لعب مع نادي إسكيلستونا جويف لكرة اليد في الدوري السويدي في سنة 1990، ثم انضم إلى نادي أتلتيكو مدريد لكرة اليد في الدوري الإسباني من سنة 1990 إلى 1992، ثم انضم إلى نادي بيداسوا لكرة اليد من سنة 1992 إلى 1995، ثم لعب مع نادي برشلونة لكرة اليد في الدوري الإسباني من سنة 1995 إلى 2002، ثم انضم إلى نادي سان أنطونيو لكرة اليد من سنة 2005 إلى 2009، ثم لعب مع نادي بلد الوليد لكرة اليد في الدوري الإسباني من سنة 2009 إلى 2011.

## الميداليات
| الميدالية | المسابقة                           |
| --------- | ---------------------------------- |
| فضية      | الألعاب الأولمبية الصيفية 1992     |
| فضية      | الألعاب الأولمبية الصيفية 1996     |
| فضية      | الألعاب الأولمبية الصيفية 2000     |
| ذهبية     | بطولة العالم لكرة اليد للرجال 1990 |
| ذهبية     | بطولة العالم لكرة اليد للرجال 1999 |
| فضية      | بطولة العالم لكرة اليد للرجال 2001 |
| برونزية   | بطولة العالم لكرة اليد للرجال 1993 |
| برونزية   | بطولة العالم لكرة اليد للرجال 1995 |
| ذهبية     | بطولة أوروبا لكرة اليد للرجال 1994 |
| ذهبية     | بطولة أوروبا لكرة اليد للرجال 2000 |
| ذهبية     | بطولة أوروبا لكرة اليد للرجال 2002 |

## روابط خارجية
- توماس سفنسون على موقع الاتحاد الأوروبي لكرة اليد (الإنجليزية)
- توماس سفنسون على موقع أوليمبيديا (الإنجليزية)
- توماس سفنسون على موقع اللجنة الأولمبية السويدية (السويدية)